# Bahnstrecke Heide–Karolinenkoog
| |                                                                 |                          |                          |
| Streckennummer (DB): | 1207                                                            |                          |                          |
| Kursbuchstrecke (DB): | 101g (1934) 112f (1944) 112f (Heide (Holst) – Hemmerwurth 1946) |                          |                          |
| Streckenlänge: | 16,9 km                                                         |                          |                          |
| Spurweite: | 1435 mm (Normalspur)                                            |                          |                          |
| |                                                                 |                          |                          |
| \| \| \| von Neumünster \| \| \| \| \| von Itzehoe \| \| \| \| 0,0 \| Heide (Holst) \| Heide (Holst) \| \| \| \| (Überwerfungsbauwerk) \| \| \| \| 3,33 \| Weddinghusen \| Weddinghusen \| \| \| \| nach Büsum \| \| \| \| 4,78 \| Weddingstedt \| Weddingstedt \| \| \| \| nach Husum \| \| \| \| 7,11 \| Stelle-Wittenwurth \| Stelle-Wittenwurth \| \| \| 11,71 \| Hemme \| Hemme \| \| \| 13,01 \| Hemmerwurth \| Hemmerwurth \| \| \| 16,4 \| Karolinenkoog \| Karolinenkoog \| \| \| 16,92 \| Karolinenkoog-Eiderfähre \| Karolinenkoog-Eiderfähre \| \| \| \| Eiderfähre nach Tönning \| \| |                                                                 |                          |                          |
| Strecke |                                                                 | von Neumünster           | von Neumünster           |
| Strecke · Strecke von links |                                                                 | von Itzehoe              | von Itzehoe              |
| Bahnhof · Bahnhof | 0,0                                                             | Heide (Holst)            | Heide (Holst)            |
| Strecke von links · Kreuzung geradeaus unten · Strecke nach rechts |                                                                 | (Überwerfungsbauwerk)    | (Überwerfungsbauwerk)    |
| Strecke · ehemaliger Bahnhof | 3,33                                                            | Weddinghusen             | Weddinghusen             |
| Strecke · Abzweig ehemals geradeaus und nach links |                                                                 | nach Büsum               | nach Büsum               |
| ehemaliger Bahnhof · Bahnhof (Strecke außer Betrieb) | 4,78                                                            | Weddingstedt             | Weddingstedt             |
| Strecke nach rechts · Strecke (außer Betrieb) |                                                                 | nach Husum               | nach Husum               |
| Bahnhof (Strecke außer Betrieb) | 7,11                                                            | Stelle-Wittenwurth       | Stelle-Wittenwurth       |
| Bahnhof (Strecke außer Betrieb) | 11,71                                                           | Hemme                    | Hemme                    |
| Bahnhof (Strecke außer Betrieb) | 13,01                                                           | Hemmerwurth              | Hemmerwurth              |
| Bahnhof (Strecke außer Betrieb) | 16,4                                                            | Karolinenkoog            | Karolinenkoog            |
| Betriebs-/Güterbahnhof Streckenende (Strecke außer Betrieb) | 16,92                                                           | Karolinenkoog-Eiderfähre | Karolinenkoog-Eiderfähre |
| |                                                                 | Eiderfähre nach Tönning  |                          |

Die Bahnstrecke Heide–Karolinenkoog war eine Bahnstrecke in Schleswig-Holstein, welche die Dithmarscher Kreisstadt Heide über Weddingstedt mit der Karolinenkooger Eiderfähre verband. Einige Kilometer der Strecke nördlich von Heide sind heute Teil der Bahnstrecke Heide–Büsum.

## Geographie
Im Bahnhof Heide (Holst), einem Inselbahnhof zweigt sie von der Marschbahn ab, welche nach dem Verlassen des Bahnhofs unterquert wird.
In Karolinenkoog gab es mit einer Dampffähre Anschluss nach Tönning.
In Satellitenaufnahmen ist die Streckenführung aufgrund ihrer schnurgeraden Führung noch eindeutig zu erkennen.
Auf einem Teil der Trasse verläuft heute die ausgebaute Bundesstraße 5 zwischen dem Ende der Autobahn A 23 bei Heide-West von Hemme bis zur Eiderbrücke bei Tönning.

## Betrieb und Geschichte

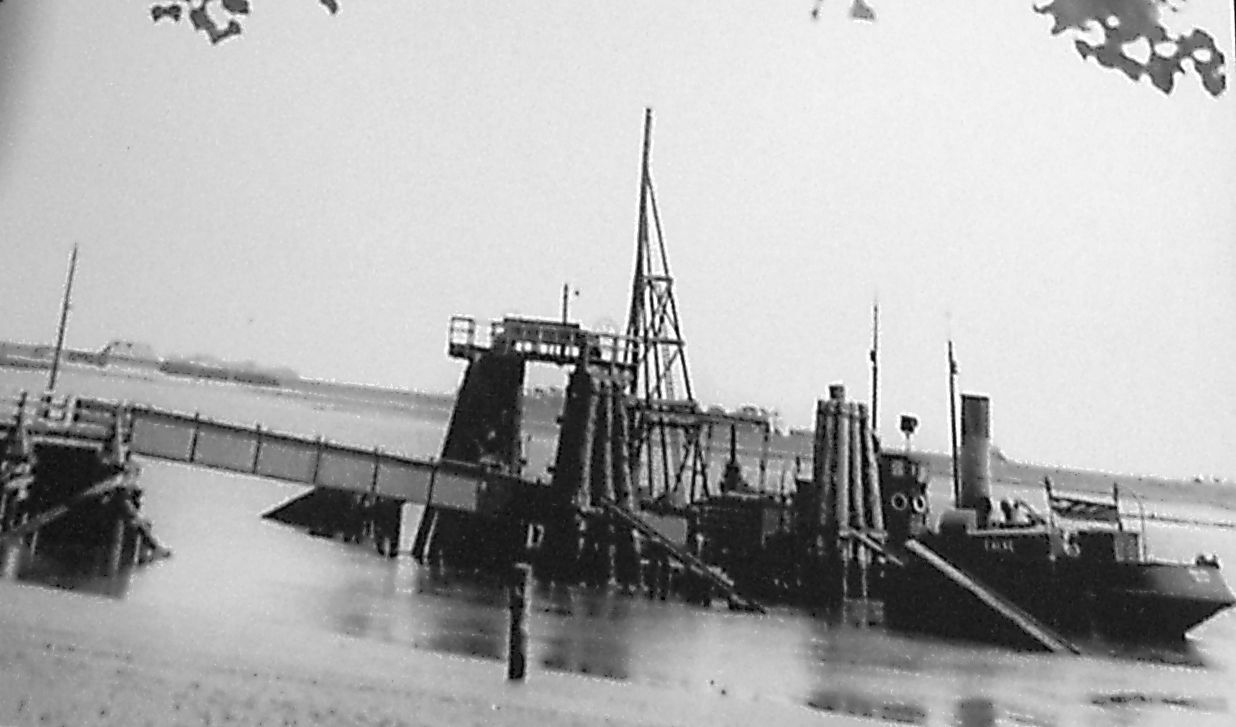
Eiderfähre, die nach Tönning Anschluss bot

Die Bahnstrecke Heide–Karolinenkoog wurde zusammen mit der Bahnstrecke Neumünster–Heide am 22. August 1877 eröffnet. Erbauer und Betreiber war die Westholsteinische Eisenbahn-Gesellschaft.
Am 1. November 1878 eröffnete dann die Wesselburen–Heider Eisenbahngesellschaft einen Zweig von Weddinghusen in die Stadt Wesselburen und 1883 nach Büsum (ab 1. November Güterverkehr, ab 15. November auch Personenverkehr) – jene Strecke besteht heute noch (Bahnstrecke Heide–Büsum).
Am 1. Juni 1886 wurde der Abschnitt Karolinenkoog–Karolinenkoog Eiderfähre eröffnet. Von dort verkehrte eine Dampffähre im Personen- und Güterverkehr nach Tönning.
Den Betrieb übernahm von Anfang an die Westholsteinische Eisenbahngesellschaft, die am 1. Juli 1890 in der Preußischen Staatsbahn aufging.
Die Strecke nach Karolinenkoog blieb nur bis zum 20. Januar 1940 erhalten. An diesem Tag fuhr der letzte Zug auf die Karolinenkooger Landungsbrücke, die am Tage darauf einem Bombentreffer zum Opfer fiel. Am 1. November 1942 wurde die Strecke im Personenverkehr bis Hemmerwurth verkürzt, zum Fahrplanwechsel am 23. Mai 1954 wurde der Personenverkehr bis Weddinghusen zurückgenommen. Der Güterverkehr bis Hemmerwurth endete am letzten Tag des Jahres 1958. Bis Weddinghusen gab es bis zum 30. April 1968 noch Güterverkehr.